# 대한민국 의약 정보 센터
대한민국 의약정보센터, 줄여서 킴스(KIMS, Korean Index of Medical Specialties)는 대한민국의 의약정보 회사인 UBM 메디카 코리아의 매체 상품명이다. ‘킴스’라는 매체에 대한 관심과 인지도가 높아 발간 이후 현재까지 ‘킴스’라는 명칭은 UBM Medica Korea㈜를 대신하여 회사명으로 통칭되고 있다.
UBM 메디카 코리아는 1987년 9월 1일 창립되었으며, 영국 UBM 그룹 내 계열사인 UBM 메디카의 한국 지사이다. 한국 의약품 허가정보, 학술정보를 비롯한 의약정보 데이터베이스를 KIMS Reference System, KIMS Online, KIMS POC(임상적 의사결정지원 시스템), KIMS Mobile 등의 채널과 모듈을 통해 서비스하고 있다.
KIMS는 매년 10만 부 이상 전문의료인들에게 배포되고 있다. 디지털판으로는 KIMS Online과 KIMS POC, KIMS Mobile 등의 서비스가 존재하며, KIMS Online은 2010년 현재 40만 명의 회원수를 보유하고 있다.

## 같이 보기
- 드러그인포
- 약학정보원